# Pterocarpus erinaceus
Pterocarpus erinaceus är en ärtväxtart som beskrevs av Jean Louis Marie Poiret. Pterocarpus erinaceus ingår i släktet Pterocarpus och familjen ärtväxter. Inga underarter finns listade i Catalogue of Life.